# خالد عبدالرئوف
خالد عبدالرئوف یک بازیکن فوتبال اهل قطر است.

## تیم ملی
وی همچنین در تیم ملی فوتبال قطر بازی کرده‌است.